# ميراندا هاركورت
ميراندا هاركورت (بالإنجليزية: Miranda Harcourt)‏ هي منتجة أفلام ومخرجة وممثلة نيوزيلندية، ولدت في 1962 في نيوزيلندا.

## وصلات خارجية
- ميراندا هاركورت على موقع IMDb (الإنجليزية)
- ميراندا هاركورت على موقع قاعدة بيانات الفيلم (الإنجليزية)